# رستم باشا
الصدر الأعظم رستم باشا (1500 – 1561 م)، سياسي وصدر أعظم عثماني كرواتى، تزوج من السلطانة مهرماه ابنة السلطان سليمان القانوني، وهو أحد المؤرخين العثمانيين. من مصنفاته كتاب «تواريخ آل عثمان» (بالتركية: Tevârîh-i Âl-i Osman)، وهو اسم عدة كتب تأريخية عثمانية تحمل كلها الاسم العام «تواريخ آل عثمان» مع إضافة اسم الكاتب المؤرِّخ، مثل «تواريخ آل عثمان» للمؤرخ العثماني عاشق باشا زاده، و«تواريخ آل عثمان» للصدر الأعظم لطفي باشا، و«تواريخ آل عثمان» الذي يُعتقد أن نصوح السلاحي قد كتبه، و«تواريخ مُلوك آل عُثمان» تأليف تاج الدين "أحمد بن خِضر" الشهير بِلقب «أحمدي». 

## حياته

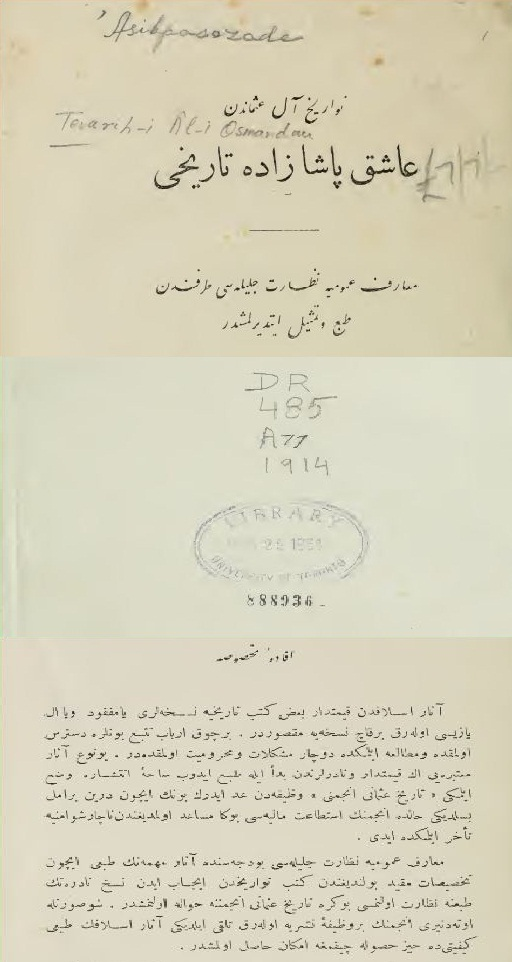
غلاف كتاب "تواريخ آل عثمان" بالتركية العثمانية، لمؤلفه المؤرخ العثماني "عاشق باشا زاده"، وليس الصدر الأعظم رستم باشا.

طبقاً للعادة العثمانية فقد أُخذ رستم باشا من أسرته في صغره لإلحاقه بالإنكشارية في النظام المعروف باسم الدوشيرمة، ووصل به الحال حتى أصبح سائسا للخيول في قصر الباب العالي، حيث نجح سريعاً في كسب ثقة السلطان، كما جندته السلطانة خُرٌم ليصبح أحد عيونها داخل القصر، وهنا بدأت تظهر قدرات رستم الذي كان يطيع كل أوامرها وينفذ رغباتها، فسعت خرم خلف ترقيته استغلالاً لإخلاصه، فعين «بيكلر بيك» أو سيد السادة لأحد السناجق. استمر رستم في توسيع نفوذه وظلت السلطانة خرم تدعمه خصوصاً بعد إعدام إبراهيم باشا «رفيق صبا السلطان سليمان القانوني والصدر الأعظم وزوج اخته» حتى دخل ديوان الدولة وأصبح وزيراً. وصاهر رستم السلطان بزواجه بإبنته مهيرماه سلطان عام 1539م وهى زيجة رحبت بها السلطانة خُرّم ووافقت عليها لما فيها من تقوية لمركز رستم باشا وتأكيداً على إخلاصه لها. وفي عام 1543 وبعد وفاة الصدر الأعظم سليمان باشا الخادم تقلد رستم منصب الصدارة العظمى، وهنا وصلت ثقة السلطان سليمان القانوني به لأقصي درجاتها.

## دوره في التخلص من الأمير مصطفى
طبقاً للمؤرخين، فقد سعت السلطانة خٌرَم إلى زحزحة ولي عهد القانونى مصطفى ابنه من زوجته الأولى ماه دوران من ولاية العهد رغبة في جعل أحد أبنائها سلطاناً مستقبلياً، واستعانت في ذلك برستم وكونوا حلفاً ضد الأمير. واستخدم رستم في ذلك رجاله داخل الديوان وفي القصر لإيصال معلومات كاذبة للسلطان سليمان القانوني مفادها أن مصطفى يتهيأ للجلوس على العرش وأن الإنكشارية تدعمه في ذلك.
واجه السلطان في البداية هذه المؤامرات بالحزم ومعلناً ثقته التامة في مصطفى. فلجأ رستم باشا إلى الحيلة فقام بتزوير ختم الأمير مصطفى وأرسل بواسطته رسالة إلى شاه الصفويين باسم مصطفى عارضاً عليه إبرام معاهدة معه مقابل دعمه للوصول للعرش والإطاحة بالسلطان سليمان القانوني، وبمجرد وصول الرد حمله رستم إلي السلطان سليمان كدليل على خيانة مصطفى. ولثقة السلطان سليمان القانوني في رستم فقد اقتنع تماماً بخيانة ابنه. وأثناء الحملة على الدولة الصفوية عام 1553م وعندما كان الجيش في إيرجلي وجه رستم الدعوة لمصطفى للانضمام للجيش وفي ذات الوقت حذر السلطان سليمان من أن مصطفى كان قادماً لقتله، غضب السلطان سليمان القانوني كثيراً لهذه الخيانة فأمر بقتل إبنه حيث قتل خنقاً بخيط من حرير بمجرد دخوله لخيمة والده. ودُفن في بورصة.
بعد مقتله، احتجت الإنكشارية وهموا بعمل تمرد وكان مطلبهم الأساسي هو قتل رستم باشا لكن السلطان اكتفى بعزله تهدئة للاضطرابات وعين بدلاً منه قرة أحمد باشا المقرب من الجيش وزوج أخته فاطمة سلطان. رغب رستم في العودة مجدداً للصدارة العظمى وفي سبيل ذلك فقد لجأ إلى تلفيق تهمة له بتلقي الرشاوى ليعدمه السلطان في سبتمبر 1555م ويعيد رستم باشا إلى موقعه مرة أخرى.

## وفاته
توفي رستم باشا في عام 1561م، وخلفه زوج ابنته سيمز علي باشا في منصب الصدر الأعظم.
يُذكر أن رستم باشا كان مرتشياً ويعين الولاة من أوليائه ودافعي الرشاوي، ويلاحظ أن هذه هي نفس التهمة التي أزاح بها خصمه أحمد باشا سابقاً. وكان الناس يتحاكون حول ثروته التي تركها والتي قُدّرت بآلاف الأطيان وعدد من القصور وآلاف العبيد والخيول ومئات المصاحف بعضها مكتوب بماء الذهب، إلا أنه رغم ذلك قد أقام عدة مساجد في تركيا والتي أنشأ بعضها المعماري سنان. كان رجلَ دولةٍ قديرًا رغم فساده، شديد الطاعة للسلطان (وهى أحد العوامل التي أكسبته ثقته)، وشهد عصره الصلح بين الدولة العثمانية والنمسا وفيه اعترف كلاً من السلطان سليمان القانوني وشارل الخامس (شارلكان) بفرديناند أرشيدوقاً يدفع عن المجر جزية سنوية واعترفت فيها النمسا بفتوحات العثمانيين في أوروبا لتنهى 30 عاماً من الصراع بينهم.

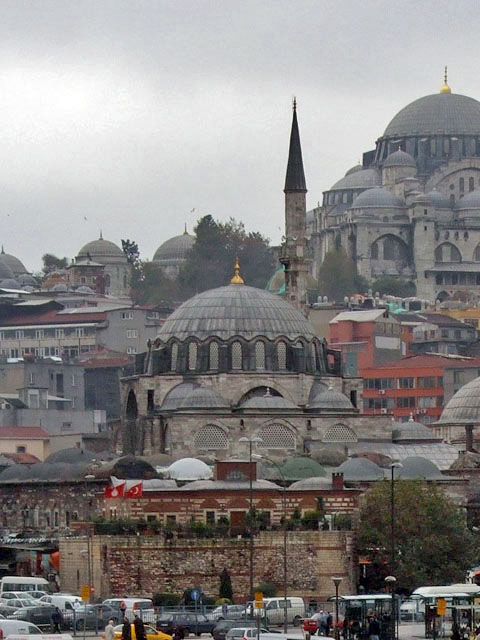
جامع رستم باشا في الأستانة.

## وصلات خارجية
- فيشر، آلان. "سليمان وأبنائه.
- سليمان القانوني 1494-1566